# Система за групиране на породите кучета на Американския киноложки клуб
Американският киноложки клуб (AKC) е създал система за групиране на породите кучета в 8 групи. Тя се използва и от много от киноложките клубове, които не са членове на Международната федерация по кинология, но включва и една допълнителна група от полупризнати породи. Всяка от признатите породи елиза в отделна група, като например:
- Група: Овчарски кучета
- Порода: Норвежки бухунд

## Групи
- Ловни кучета
- Териери
- Работни кучета
- Овчарски кучета
- Спортни кучета
- Неспортни кучета
- Декоративни кучета
- Други кучета